# On Dangerous Ground
On Dangerous Ground is een film noir uit 1952, geregisseerd door Nicholas Ray en geproduceerd door John Houseman. Het scenario werd geschreven door A. I. Bezzerides en is gebaseerd op de roman Mad with Much Heart van Gerald Butler. In de film treden onder meer Ida Lupino, Robert Ryan en Ward Bond op.

## Verhaal
Gedurende de jacht op de moordenaar van een collega-politieagent wordt veteraan detective Jim Wilson steeds somberder en gewelddadiger, wat zijn partners, Bill "Pop" Daly en Pete Santos, zorgen baart.

## Rolverdeling
| Acteur          | Personage      |
| --------------- | -------------- |
| Ida Lupino      | Mary Malden    |
| Robert Ryan     | Jim Wilson     |
| Ward Bond       | Walter Brent   |
| Charles Kemper  | Pop Daly       |
| Anthony Ross    | Pete Santos    |
| Ed Begley       | Capt. Brawley  |
| Ian Wolfe       | Sheriff Carrey |
| Sumner Williams | Danny Malden   |
| Gus Schilling   | Lucky          |
| Frank Ferguson  | Willows        |
| Cleo Moore      | Myrna Bowers   |
| Olive Carey     | Mrs. Brent     |